# Stereosandra
Stereosandra is een klein, mogelijk monotypisch geslacht van tropische orchideeën uit de onderfamilie Epidendroideae. Het zijn alle achlorofiele (planten zonder bladgroen), epiparasitische planten.
Het geslacht telt naargelang de auteur één tot vijf soorten en is afkomstig uit Zuidoost-Azië.

## Naamgeving enetymologie
De botanische naam Stereosandra is afkomstig uit het Oudgrieks στερεός stereós (stevig) en ἀνήρ anér (man), en slaat op de stevige, rechtopstaande helmknop.

## Kenmerken
Stereosandra zijn kleine, kruidachtige terrestrische en achlorofiele planten met een epiparasitische levenswijze. Ze bezitten geen echte wortels maar een ondergrondse, gedeelde wortelknol en een korte, rechtopstaande bloemstengel tot 40 cm hoog. De bloeistengel is paars-wit, met schubben bezet en bezit geen groene bladeren. De bloeiwijze is een tot 15 cm lange aar met tientallen bloemen.
De bloemen zijn wit met paarse tekening, hangend, weinig geopend, met losse, lancetvormige kelkbladen en kroonbladen en een bredere, ongedeelde bloemlip. Het gynostemium is vlezig, met een stevige, rechtopstaande helmknop, twee pollinia en een lang caudiculum.

## Habitat
Stereosandra zijn te vinden in vochtige, schaduwrijke laagland-regenwouden tot op 1.300 m hoogte.

## Verspreiding en voorkomen
Stereosandra zijn verspreid over een groot deel van Zuidoost-Azië: Java, Sumatra, Borneo, de Filipijnen, Vietnam, Thailand, Nieuw-Guinea, Maleisië, Taiwan, de Salomonseilanden, Samoa en de Riukiu-eilanden.

## Taxonomie
De positie van het geslacht Stereosandra is net als die van andere geslachten van deze tribus, lange tijd omstreden geweest. Op basis van recent DNA-onderzoek wordt het geslacht thans tot de 'Lagere' Epidendroideae, tribus Nervilieae, subtribus Epipogiinae gerekend.
De volgende soorten worden door verschillende auteurs genoemd, maar door andere als synoniemen van de typesoort Stereosandra javanica gezien:
- Stereosandra javanica Blume 1856
- Stereosandra koidzumiana Ohwi 1937
- Stereosandra liukiuensis Tuyama 1938
- Stereosandra pendula Kranzl. 1901
- Stereosandra schinziana (Kraenzl.) Garay